# En rade (film)
Pour plus de détails, voir Fiche technique et Distribution.
En rade est un film muet français, réalisé par Alberto Cavalcanti, sorti en 1927.

## Synopsis
Le thème : « Une histoire d'amour, avec, pour cadre, un port ».

## Fiche technique
- Titre : En rade
- Réalisation : Alberto Cavalcanti, assisté d'André Cerf et de Janine Bouissounouse
- Scénario : Alberto Cavalcanti et Claude Heymann
- Décors : Robert-Jules Garnier
- Photographie : Peter Engberg
- Montage : Alberto Cavalcanti
- Musique : Yves de la Casinière
- Production : Pierre Braunberger
- Société de production : Studio-Films - Néo-Films
- Société de distribution : Studio-Films
- Pays de production : France
- Format : Noir et blanc - 1,33:1 - Film muet - 35 mm
- Genre : Drame
- Durée : 66 minutes
- Date de sortie : France 18 novembre 1927

## Distribution
- Pierre Batcheff
- Catherine Hessling
- Nathalie Lissenko
- Blanche Bernis
- Thomy Bourdelle
- Georges Charlia
- Philippe Hériat
- Pierre Hot